# Nicolaas Rahoens
Nicolaas Rahoens is een Vlaams filmregisseur, scenarioschrijver en filmeditor.
In 2009 wist hij voor zijn kortfilm My Donna Jo Leemans en Will Ferdy te strikken voor de hoofdrollen. Het verhaal gaat over onvoorwaardelijke liefde en kreeg heel wat succes op tal van kortfilmfestivals. Zo won het o.a. de prijs voor 'Best Short' op het Red Rock Film Festival en 'Best Actress' op het Benelux Filmfestival . 
In 2010 kwam de kortfilm Tata uit met in de hoofdrollen Luc De Vos, Els Pynoo en Taeike Brion. Een film over een zesjarig meisje die recent haar papa verloren heeft en die troost zoekt bij een Servische zwerver (Luc De Vos). 
In 2011 volgde de eerste langspeler, Ons dorp, gedraaid enkel met inwoners van zijn geboortedorp Oosterzele. 
In juli 2014 volgde de tweede langspeelfilm, De maagd van Gent met o.a. Luk De Bruycker, Souad Boukhatem, Jo Decaluwe, Bob De Moor, Michiel Dendooven, Mieke Dobbels, Daan Hugaert, Daniël Termont en Christophe Deborsu in de hoofdrollen. Voor De Maagd Van Gent mocht hij op het Vlaamse Film Festival in Utrecht in 2014 de publieksprijs in ontvangst nemen. In 2015 werd de film uitgezonden op NPO 2.
In April 2019 begonnen de opnames van Adam & Eva met onder andere acteurs Bob De Moor en Marijn Devalck. De film kreeg zijn première op het (uitgestelde)  Film Festival Oostende (Cinema Storck)  op 10 september 2021. Adam & Eva werd geselecteerd voor volgende filmfestivals : Rome International Movie Awards (Winner Best Comedy, Best Actor Marijn Devaclk),  Neptune Movie awards (Best Feature 2021), Angel Film Awards Monaco (Best Actor Bob De Moor, Best Support Act Marijn Devalck, Best Suport Actress (Annabelle Van Malderghem), Swedish International Filmfestival (Finalist 2021),  Euro Film Festival Geneva (Winner Best Actor Bob De Moor).
In augustus 2024 draaide Nicolaas de kortfilm 'de vlieger wacht niet' met in de hoofdrollen Roland Van Campenhout (papa) en Chris Claeys (zoon). Een intiem verhaal over de zorg van een zoon voor zijn vader (Roland). 